# Konrad Bolten (Schauspieler)
Konrad Bolten, auch Conrad Bolten (vor 1870 – nach 1922) war ein Theaterschauspieler und Theaterdirektor.

## Leben
Nachdem sich Bolten in Berlin schauspielerisch versucht hatte, kam er 1890 nach Greifswalde und 1891 nach Heilbronn, wo er zwei Jahre blieb, von 1893 bis 1894 war er in Zwickau, 1895 in Rostock, von 1896 bis 1897 am Hoftheater Coburg, von wo er ans Residenztheater in Hannover kam, daselbst zwei Jahre wirkte, um 1900 in den Verband des Kölner Stadttheaters zu treten, wo er zumindest bis zum Jahre 1902 im Ensemble stand und Mitglied im Lokalausschuss der Genossenschaft Deutscher Bühnen-Angehöriger war.
Später wanderte er nach Amerika aus und war spätestens ab 1907 Mitglied im Ensemble der Vereinigten Deutschen Theater von Milwaukee und Chicago und später Direktor des deutschen Theaters in Milwaukee. Über seinen weiteren Lebensweg nach 1922 ist nichts bekannt.

## Künstlerische Würdigung
Er vertrat das Fach der jugendlichen Helden und Liebhaber in bester Art und Weise. Selbst in kleinsten Rollen verdiente er ehrenvolle Erwähnung und war trotz seiner kurzen Tätigkeit in Köln bereits auf dem besten Wege zur allgemeinen Beliebtheit. Der Künstler führte eine schöne Sprache, war ausdrucksvoll in Spiel und Bewegung, kehrte bei jeder Gelegenheit die echt künstlerische Seite seiner Schaffenskraft heraus und trug ein gesundes Verhältnis für die dichterischen Gestalten, die er wirkungsvoll verkörperte, zur Schau.
Von seinen charakteristischen, interessanten Leistungen seien erwähnt: „Don Cesar“, „Don Carlos“, „Romeo“, „Ferdinand“, „Erbprinz“ in Zopf und Schwert etc.